# District de Beïnéou
Le  district de Beïnéou (en kazakh : Бейнеу ауданы, en russe : Бейнеуский район) est un district de l'oblys de Manguistaou au sud-ouest du Kazakhstan.

## Géographie
Son centre administratif est la localité de Beïnéou. 

## Démographie
Le recensement de 2009 montre une population de 46 937 habitants, en progression par rapport à celle de 1999 (26 548 habitants).